# Carlos Monzón
Pour les articles homonymes, voir Monzón (homonymie).
Carlos Monzón est un boxeur argentin né le 7 août 1942 à San Javier et mort le 8 janvier 1995 à Santa Rosa de Calchines. Champion du monde des poids moyens du 7 novembre 1970 au 30 juillet 1977, il est considéré comme l'un des meilleurs boxeurs de tous les temps.

## Carrière

### Carrière amateur
Carlos Monzón boxe pour la première fois en amateur à l'âge de 17 ans, le 2 octobre 1959. Il combat à 87 reprises durant les 3 années suivantes, clôturant sa carrière amateur avec un palmarès de 73 victoires, 6 défaites et 8 matchs nuls.

### Débuts professionnels en Argentine
Il combat pour la première fois en professionnel le 6 février 1963, dans la catégorie des poids moyens. Invaincu en 8 combats, il connait sa première défaite, aux points, le 28 août 1963 contre Antonio Aguilar. Il sera à nouveau battu par décision des juges deux fois en 1964, contre Felipe Cambeiro le 28 juin, et Alberto Massi le 9 octobre. Cette 3e défaite sera la dernière de sa carrière.
Le 3 septembre 1966, avec un palmarès de 29 victoires, 3 défaites et 6 matchs nuls, il fait face à Jorge Jose Fernandez pour le titre de champion d'Argentine, qu'il remporte par décision unanime des juges après 12 rounds. Après 10 nouvelles victoires, le 10 juin 1967, il retrouve Fernandez, cette fois pour le titre de champion d’Amérique du Sud. Une nouvelle fois, il gagne par décision unanime. Il défendra cette ceinture à deux reprises. Les 3 années suivantes, bien que combattant toujours en Argentine, il se mesure à l'occasion à des boxeurs étrangers, sous l'impulsion du promoteur Argentin Juan Carlos Lectoure. À l'issue de plus de 7 ans à combattre presque exclusivement en Argentine, Monzón présente un bilan de 67 victoires, 3 défaites et 9 matchs nuls.

### Monzón contre Benvenuti I et II
L'italien Nino Benvenuti, champion du monde WBA et WBC, choisit Monzón comme prochain adversaire, jugé moins dangereux que d'autres challengers, car classé seulement 10e par la fédération. Ils se font face le 7 novembre 1970. À la 12e des 15 reprises, un crochet du droit de Monzón envoie Benvenuti à terre, Monzón remporte le combat et le titre de champion du monde par KO. Leur affrontement sera nommé Combat de l'année par Ring Magazine. Il accorde sa revanche à Benvenuti le 8 mai 1971. Monzón envoie Benvenuti à terre au 2e round, puis une nouvelle fois au 3e. Le manager de Benvenuti arrête son boxeur.

### Défenses de titre
Le 25 septembre 1971, il bat par KO technique à la 14e reprise l'ancien champion du monde Emile Griffith. Il le battra une seconde fois en 1973. Il stoppe en 5 reprises le champion NABF Denny Moyer le 4 mars 1972 et l'ancien champion d'Europe Tom Bogs le 19 août.

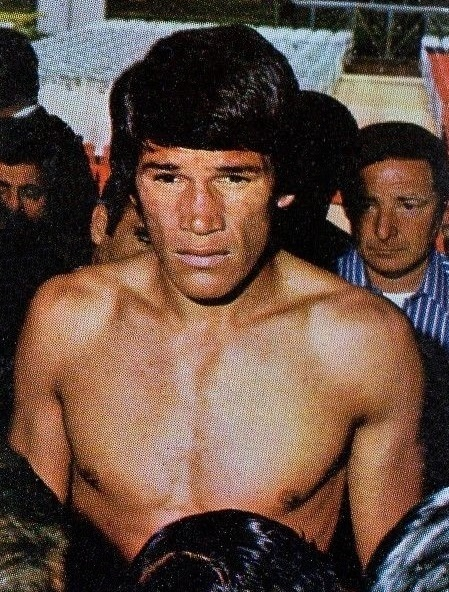
Carlos Monzón en 1973.

Deux combats connus des Français sont ses affrontements contre Jean-Claude Bouttier, grand styliste et alors champion d'Europe. Ils se rencontrent à Colombes le 17 juin 1972 puis à Roland-Garros le 29 septembre 1973. Bouttier perd les deux matchs, la première fois par jet de l'éponge au 13e round (Bouttier accuse, dans son livre Poing Final, Monzón de lui avoir planté le pouce dans l'œil). La seconde fois il s'incline aux points. Monzón déclarera, sobrement, qu'il n'a jamais rencontré adversaire plus ardu.
Le 9 février 1974, il rencontre le champion du monde des poids welters José Nápoles qui tente de remporter le titre dans la catégorie supérieure. Napoles ne répond pas à l'appel de la 7e reprise. Après ce combat, la WBC destitue Monzón de son titre pour n'avoir pas affronté son challenger désigné, Rodrigo Valdés. Il conserve toutefois la ceinture WBA qu'il défend contre le champion australien Tony Mundine (it) (KO au 7e round le 5 octobre 1974 à Buenos Aires), le champion des États-Unis Tony Licata et le champion d'Europe, le français Gratien Tonna, remportant les 3 combats avant la limite.
Finalement, le 26 juin 1976, il rencontre le champion du monde WBC Rodrigo Valdés dans un combat de réunification des ceintures, au stade Louis-II de Monaco. Monzón remporte le combat par décision unanime, après avoir envoyé à terre son adversaire au 14e round. Il reconquiert ainsi la ceinture WBC. La revanche a lieu le 30 juillet 1977. À la 2e reprise, Monzón est envoyé à terre, mais il revient dans le combat et, à l'issue des 15 rounds, est désigné vainqueur aux points. Il met alors un terme à sa carrière. Il aura défendu victorieusement le titre mondial à 14 reprises.

### Retraite des rings et décès
Il défraie la chronique après sa retraite sportive en étant accusé du meurtre en 1988 (par défenestration) de sa deuxième femme, Alicia Muñiz (es). En 1989, il est jugé et reconnu coupable d'homicide volontaire. Il est condamné à 11 ans de prison. Le 8 janvier 1995, il trouve la mort dans un accident de voiture en rentrant au pénitencier de Las Flores après avoir passé un week-end de permission auprès de ses enfants.

## Palmarès et distinctions
- 87 victoires (59 KO) 3 défaites (aux points)
- 15 championnats du monde (15 gagnés)
- Élu boxeur de l'année en 1972 par Ring Magazine
- Olimpia de Oro en 1972 (meilleur sportif argentin)
- Membre de l'International Boxing Hall of Fame depuis sa création en 1990
- Il figure sur la liste des 100 meilleurs puncheurs de l'histoire dressée par Ring Magazine en 2003.